# Niccolò Rinaldi
Niccolò Rinaldi (ur. 3 grudnia 1962 we Florencji) – włoski polityk, urzędnik międzynarodowy, publicysta, eurodeputowany do Parlamentu Europejskiego VII kadencji.

## Życiorys
Ukończył w 1988 studia z zakresu nauk politycznych na Uniwersytecie we Florencji. Od tego czasu pozostawał etatowym działaczem Partii Europejskich Liberałów, Demokratów i Reformatorów. Był asystentem i doradcą ds. kontaktów międzynarodowych grupy liberalnej w Europarlamencie, a w 2000 został sekretarzem generalnym ELDR. Na początku lat 90. był wysłannikiem z ramienia UNICEF i ONZ na różnych misjach w Afganistanie i Pakistanie. Opublikował kilka pozycji książkowych, m.in. w 1997 Islam, guerra e dintorni – viaggio in Afghanistan (z przedmową Jasia Gawronskiego), wydaną w 2000 we Francji (pod tytułem Dieu, guerre et autres paysages i z przedmową Daniela Cohn-Bendita).
W wyborach w 2009 z listy partii Włochy Wartości uzyskał mandat posła do Parlamentu Europejskiego VII kadencji. Został wiceprzewodniczącym grupy Porozumienia Liberałów i Demokratów na rzecz Europy oraz członkiem Komisji Handlu Międzynarodowego. W PE zasiadał do 2014.